# Heraclia nandi
Heraclia nandi är en fjärilsart som beskrevs av Sergius G. Kiriakoff 1974. Heraclia nandi ingår i släktet Heraclia och familjen nattflyn. Inga underarter finns listade i Catalogue of Life.